# Dobrylovka
Dobrylovka (ryska: Добрыловка) är ett vattendrag i Belarus.   Det ligger i voblasten Vitsebsks voblast, i den norra delen av landet, 150 km norr om huvudstaden Minsk.
I omgivningarna runt Dobrylovka växer i huvudsak blandskog. Runt Dobrylovka är det ganska glesbefolkat, med 27 invånare per kvadratkilometer.